# Borówno (jezioro w województwie wielkopolskim)
Jezioro Borówno (Borowno, Borówie; przed 1945 r. Borowno See, Zollern See) – jezioro przepływowe w Polsce, położone w województwie wielkopolskim, w powiecie złotowskim, w gminie Zakrzewo, na północ od wsi Kujan.

## Charakterystyka
Jest to jezioro rynnowe, położone na kierunku południe – północny wschód, o podniesionym poziomie wody przez wybudowany na wypływie próg piętrzący. Pomimo wydłużonego kształtu, linia brzegowa jest silnie rozwinięta, co znajduje wyraz w licznych zatokach. Zbiornik ma połączenie z kilkoma niewielkimi jeziorami. Od strony południowej łączy się z jeziorem Kujan Mały, od północy z Jeziorem Czarcim i Jeziorem Zielonym. Przez jezioro przepływa Kocunia zwana w górnym biegu Skicką Strugą. Powierzchnia zlewni całkowitej (z jeziorem) wynosi 39,2 km². Dorzecze: Kocunia – Głomia – Gwda (rzeka) – Noteć – Warta – Odra – Bałtyk.
W miejscowości Kujan na dwóch odpływach znajdują się piętrzące budowle betonowe, z których jedna (na Skickiej Strudze) ma śluzę piętrzącą z dwoma upustami.

## Morfometria
Raport o Stanie Środowiska w Wielkopolsce z roku 2002 wskazuje, że jezioro Borówno jest zbiornikiem dość podatnym na degradację (II kategoria) o wodach zanieczyszczonych (III klasa), a porównanie z badaniami z roku 1996 wykazało pogorszenie niektórych parametrów oceny.
Na terenie przylegającym do jeziora w sąsiedztwie letniska Kujanki (część wsi Kujan) położone są trzy ośrodki wypoczynkowe. Łączne baza noclegowa przygotowana jest dla około 500 osób. Oprócz ośrodków nad jeziorem znajduje się około 50 działek rekreacyjnych zabudowanych domkami letniskowymi.

## Hydronimia
Według spisu opracowanego przez Komisję Nazw Miejscowości i Obiektów Fizjograficznych (KNMiOF) urzędowa nazwa tego jeziora to Borówno. Dane z państwowego rejestru nazw geograficznych podają oboczne nazwy tego jeziora – Borowno i Borowo. W różnych publikacjach podawana jest też inna nazwa tego jeziora – Brówno.

## Przyroda
Jezioro Borówno jest główną osią obszaru NATURA 2000 Uroczyska Kujańskie. W jeziorze występują ramienice. Południowa część jeziora była zdominowana w 2008,roku przez łąki ramienicowe budowane przez Nitellopsis obtusa (krynicznica tępa) i Chara tomentosa (ramienica omszona). W jeziorze tym rośnie chroniony w Polsce i bardzo rzadki w Europie przedstawiciel tej grupy organizmów – Lychnothamnus barbatus (lychnotamnus brodaty, objęty ochroną gatunkową). Ramienica ta była odnotowana na tym stanowisku ponad 100 lat temu i ponownie była rejestrowana w 2006 roku.
Pod względem rybackim jezioro jest zaliczane do typu leszczowo-sielawowego.